# 名古屋市営振甫プール
名古屋市営振甫プール（なごやしえいしんぽプール）は、1933年から2009年まで愛知県名古屋市千種区に存在したプール施設である。

## 概要
1933年、名古屋市最初の市営プールとして完成した。競泳用の50mx9コースのプール、及び飛び込み競技専用プール、さらに約1万人の観客を収容可能なスタンドにナイター施設を備えたものであった。水泳大会開催時は多くの観衆が詰めかけ、露店も多く出店していたという。
プール完成直後の1933年9月30日には当時椙山女学校生徒の前畑秀子が女子200m平泳ぎの世界記録をこのプールでマーク、戦後は古橋廣之進などがこの地で熱戦を繰り広げた。
なお水泳大会の他には、「水上音楽祭」と称したコンサートも開催されたことがある。1956年7月31日には、「第2回アサヒビールコンサート」として、来日したエドゥアルト・シュトラウス2世の指揮のもとで「水上ウィーン音楽の夕」と題した演奏会が開かれている。
1972年に一旦閉鎖。敷地の一部を税務署や保育園の用地として分割した後、1974年に大規模な改修工事が行なわれ、25mプールと幼児用プールに変更された。以降は水泳大会は開催されず、主に近隣住民の憩いの場として利用されてきた。

## プール廃止へ

「泳心一路」の碑と千種区生涯学習センター

振甫プールを管理する名古屋市教育委員会は同プールの老朽化と入場者数の減少（さらに年中利用可能な温水プールの増加）、及び財政の効率化を理由に2008年に廃止を発表する。これに反対する近隣住民が保存運動を展開し12,000名分の署名を市に提出するも、翌2009年2月に施設閉鎖を正式決定し、同8月に取り壊し工事が行なわれた。2012年3月に名古屋市上下水道局千種営業所がこの地に移設されている。
かつてこのプールで活躍した古橋の揮毫による「泳心一路」の碑が隣接する千種区生涯学習センターの駐車場に2010年3月に建立している（2009年6月にこの書を贈った古橋は、同年8月2日にローマで客死している）。

## その他
最寄りのバス停であった名古屋市営バスの「振甫プール前」はプール廃止に合わせ、2009年3月より「振甫町」に名称変更された。